# Empoasca bifurcata
Empoasca bifurcata är en insektsart som beskrevs av Delong 1931. Empoasca bifurcata ingår i släktet Empoasca och familjen dvärgstritar. Inga underarter finns listade i Catalogue of Life.